# Samuel Sachs
Samuel Sachs (* 28. Juli 1851 in Maryland; † 2. März 1935 in New York) war ein amerikanischer Investmentbanker.

## Leben
Samuel Sachs war der Sohn des Internatsleiters Joseph Sachs, jüdischer Einwanderer aus dem unterfränkischen Rödelmaier, und dessen Ehefrau Sophia Bär, Tochter eines wohlhabenden Würzburger Goldschmieds. 
Zusammen mit seinem langjährigen Freund Philip Lehman von Lehman Brothers führte er die Ausgabe von Aktien für neu gegründete Unternehmen ein, damit diese eine Möglichkeit hatten, an Geld zu kommen.
Sachs heiratete 1882 Louisa Goldman, die jüngste Tochter des mit Finanzgeschäften befassten Marcus Goldman, der ebenfalls aus Unterfranken stammte und ein Freund seines Vaters war. Noch im gleichen Jahr, 1882 trat Sachs in die Firma seines Schwiegervaters ein, der diese daraufhin in M. Goldman Sachs umbenannte.
Sachs ging 1928 in den Ruhestand und starb im Jahr 1935.